# Liever Turks dan Paaps

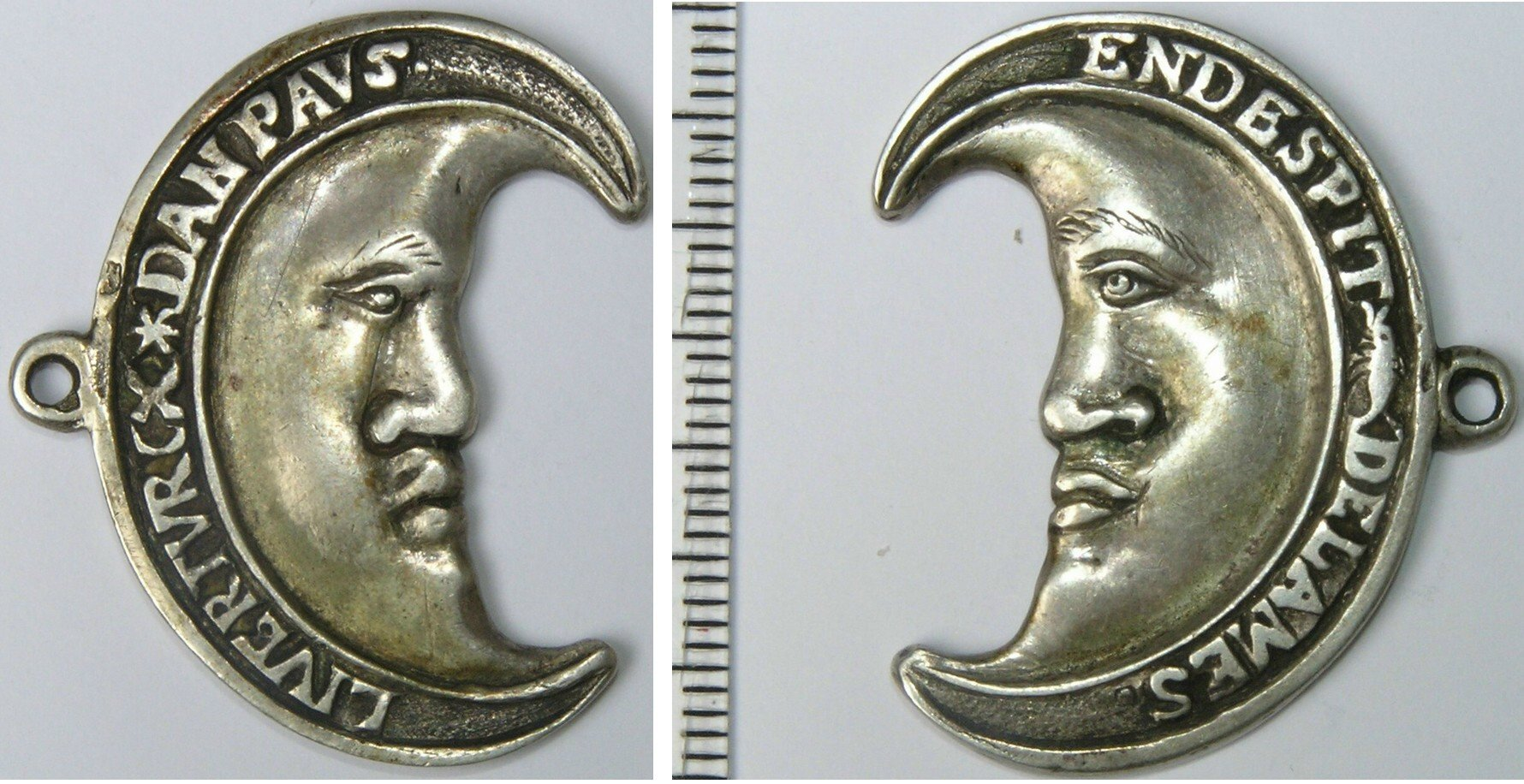
Una medaglia geuzen a mezzaluna olandese ai tempi della rivolta dei pezzenti anti spagnola, con lo slogan "Liver Turcx dan Paus" ("meglio i turchi che i papisti..."), e "En Despit de la Mes" (in francese "En Despit de la Messe", in italiano "malgrado la messa"

Liever Turks dan Paaps ("meglio i turchi che i papisti"), anche Liever Turksch dan Paus ("meglio i turchi che il Papa"), fu uno slogan dei Paesi Bassi durante la rivolta dei pezzenti di fine XVI secolo. Lo slogan dai mercenari olandesi delle forze navali (i "pezzenti marittimi") nella loro lotta contro la Spagna cattolica.

## Storia
Durante la rivolta dei pezzenti, gli olandesi erano in una situazione così disperata che cercarono aiuto presso ogni nazione, "se non addirittura anche presso i turchi", come scrisse il segretario di Jan van Nassau. Guglielmo d'Orange aveva già inviato, nel 1566, ambasciatori presso l'Impero ottomano per chiedere aiuto, e si ipotizzò che fosse in risposta alla richiesta di Guglielmo il fatto che Selim II inviò la sua flotta ad attaccare gli spagnoli a Tunisi nel 1574. Gli olandesi videro con grande interesse i successi ottomani contro gli Asburgo, e le campagne ottomane nel Mediterraneo come un indicatore di rilievo sul fronte olandese. Guglielmo scrisse, intorno al 1565: 
(Lettea di Guglielmo d'Orange a suo fratello, circa 1565.)
Lo scrittore britannico William Rainolds (1544–1594) scrisse un pamphlet intitolato "Calvino-Turcismus" criticando queste tendenze.
La frase "Liever Turks dan Paaps" fu coniata come un modo di dire per esprimere che la vita sotto il Sultano ottomano sarebbe stata più desiderabile di quella sotto il re di Spagna. Il nobile fiammingo D'Esquerdes scrisse a tal fine che:
(Lettera del nobile fiammingo D'Esquerdes.)
In effetti, i turchi avevano una reputazione di crudeltà, ma erano anche conosciuti per la loro tolleranza verso le altre religioni nei loro domini, mentre il re di Spagna non era tollerante verso la fede protestante. A un certo punto, Solimano il Magnifico inviò una lettera ai "luterani" in Fiandra, nella quale affermava che si sentiva vicino a loro, "dal momento che non adoravano gli idoli, credevano in un Dio unico e combattevano contro il Papa e l'imperatore". Inoltre, vari rifugiati per motivi religiosi, come gli ugonotti, alcuni anglicani, quaccheri, anabattisti, gesuiti e cappuccini avevano trovato rifugio a Costantinopoli e nell'Impero Ottomano, dove gli era concesso diritto di residenza di professione della loro fede Inoltre, gli Ottomani sostennero i calvinisti in Transilvania e Ungheria ma anche in Francia.
Lo slogan Liever Turks dan Paaps non significava che gli olandesi desiderassero seriamente la vita sotto il Sultano. I turchi erano infedeli, e l'Islam era eresia, ma limitavano l'utilità dello slogan alla propaganda.